# Toplinom aktivirana baterija
Toplinom aktivirane baterije (termalne baterije) vrsta su pričuvnih baterija. Medij je krutina kojoj zagrijavanjem mijenjaju se svojstva te postaje ionski vodljiva te tako aktivira baterijski članak.
 Načelo koje se koristi je što neke tvari, poput spojeva kao alkalijski kloridi i hidroksidi su kao krutine loši vodiči no rasteljene su vrlo dobri vodiči. Tad mogu poslužiti kao elektroliti u galvanskim elementima. Primjenu ove vrste baterija imaju na mjestima gdje moraju raditi u uvjetima velike studeni. Ipak, ne mogu dugo djelovati, jer elektrodni elektroliti ne izdrže dugo pred korozivnim djelovanjem taline. Stoga ove baterije uglavnom su u posebnim namjenama kao vojnim, kad moraju djelovati tek nekoliko minuta.